# Estatua ecuestre de Federico V
Una estatua ecuestre del rey Federico V de Dinamarca se encuentra en el centro de la plaza Amalienborg, Copenhague, enmarcada por las cuatro alas simétricas del palacio Amalienborg. La estatua representa al rey con atuendo clásico, coronado de laureles y con la mano extendida, sosteniendo un bastón. Encargado por la Compañía Danesa de las Indias Orientales, fue diseñado en estilo neoclásico por Jacques Saly en 1768 y fue fundido en bronce en 1771. La aparente dignidad y tranquilidad en la representación del rey es típica de las representaciones danesas de los monarcas. Se considera uno de los monumentos ecuestres notables de su época.

## Antecedentes
In 1752 Saly fue comisionado para crear una escultura de Federico V a caballo, para ser colocada en centro del patio principal del Palacio de Amalienborg. La estatua ecuestre fue comisionada por Adam Gottlob Moltke, jefe de la Compañía Asiática, como regalo al rey. Pero mientras a la compañía de Moltke ofreció financiar la escultura, fue el gobierno quien eligió al escultor. El conde Johan Hartvig Ernst Bernstorff escribió al secretario de la legación danesa en la corte francesa en París, Joachim Wasserschlebe, para encontrar un escultor francés apropiado. Edmé Bouchardon rechazó la oferta, pero sugirió el nombre de Saly, que quería una suma significativa para el modelo y vivienda gratis en Copenhague. El gobierno concluyó el contrato con Saly en la primavera de 1752, pero debido al conflicto con los proyectos en curso, Saly no llegó a Dinamarca hasta el 8 de octubre de 1753, trayendo consigo a sus padres, sus dos hermanas y al menos un asistente. Ese mismo año comenzaron las obras del monumento.
Saly le mostró al rey el primer boceto de la estatua ecuestre el 4 de diciembre de 1754. El rey aprobó un boceto para todo el monumento en agosto de 1755, después de lo cual Saly comenzó un estudio exhaustivo de los caballos de los establos del rey. Esto resultó en un modelo pequeño, que le mostró al rey en noviembre de 1758. Los moldes de este modelo se encuentran tanto en la colección de la Academia como en la Colección Estatal, ahora la Galería Nacional Danesa. Después de haber instalado un estudio apropiado, Saly realizó el trabajo sobre el modelo grande de la estatua ecuestre de 1761 a 1763. El yeso fue presentado a los miembros de la Academia el 3 de febrero de 1764. El rey también vio este modelo. Los preparativos para la fundición de bronce tardaron cuatro años más, y el francés Pierre Gors realizó la fundición el 2 de marzo de 1768. El año 1768 se considera oficialmente la fecha de finalización de la estatua.

## Estatua

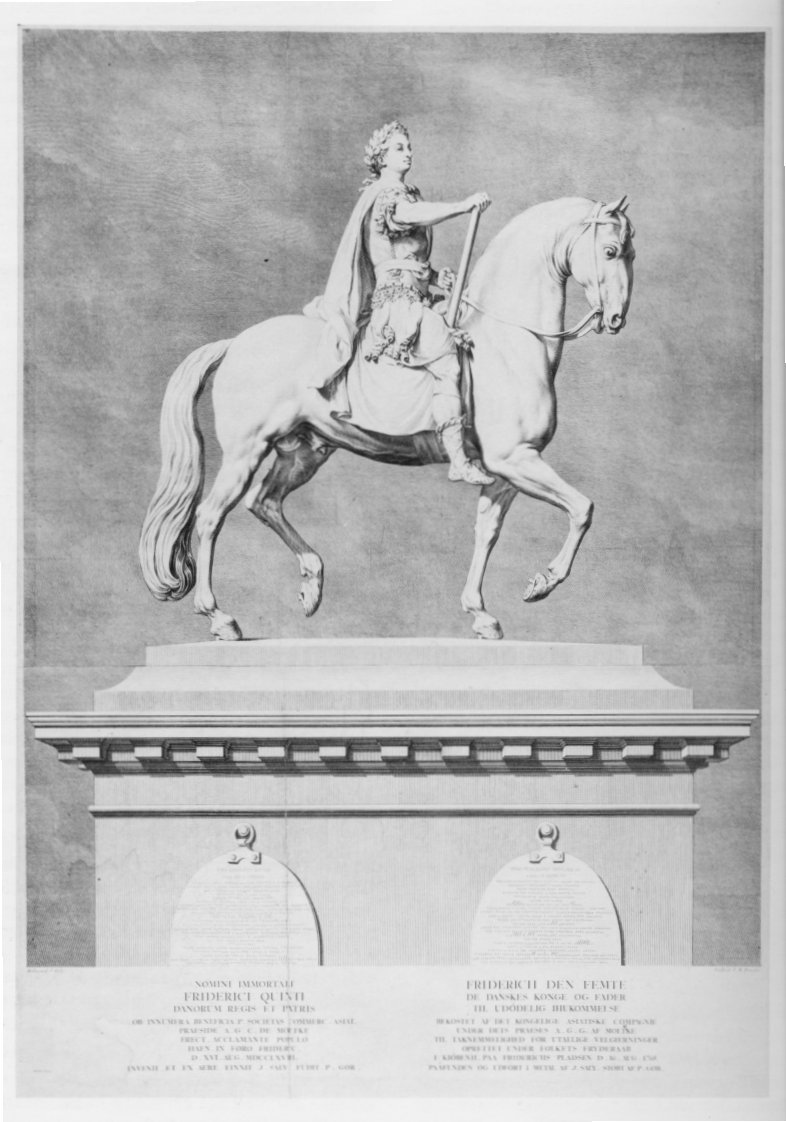
Grabado de JM Preisler (1769)

El bronce fue fundido el 2 de marzo de 1768 por el francés Pierre Gors y pesaba unas 22 toneladas. Otros tres años se dedicaron a terminar la obra, que se inauguró en 1771. Incluyendo la base, la estatua alcanza una altura de casi 12 m (13,1 yd). Saly informó que se había inspirado en la estatua ecuestre de Marco Aurelio en Roma, así como en el Enrique IV ecuestre de Juan de Bolonia en el Pont Neuf en París. Pero quizás su mayor inspiración fue el Luis XV de Edmé Bouchardon (destruido durante la Revolución Francesa) en la Place Louis XV, ahora la Plaza de la Concordia. Acababa de terminarse cuando Saly se fue a Dinamarca.
Saly primero modeló un retrato realista del Rey. Hizo algunas pequeñas fundiciones de bronce, la última de las cuales fue aprobada por Federico V en 1755. Saly luego pasó a estudiar caballos en los establos reales. En 1758 preparó una maqueta de aproximadamente un metro de altura, que el rey aplaudió. Todavía existen copias en los museos de Copenhague. Sin embargo, se ha perdido el retrato del rey, donde se le representa como un emperador romano coronado de laureles.

## Grabado y medallas
Johan Martin Preisler realizó un gran grabado de la estatua ecuestre (1769) en conmemoración de su finalización.  La Compañía Asiática Danesa fundió dos medallones, uno de Johan Henrik Wolff y el otro de Daniel Jensen Adzer. La base de la estatua se entregó primero, en 1770, mientras que la inauguración de la estatua finalmente tuvo lugar en el patio del Palacio de Amalienborg el 1 de agosto de 1771, cinco años después de la muerte del rey en 1766. Aún domina el sitio. La base de la estatua fue renovada en 1997-1998.

## Canon Cultural Danés
En el siglo XXI, el comité de artes visuales del Canon Cultural Danés señaló que la estatua, que tardó 14 años en completarse, costó más que los cuatro edificios palaciegos de Amalienborg que la rodean. Se consideró que era la joya de ese entorno exquisito, una entidad que solo podía crearse en ese momento. Se ha conservado inalterado hasta el día de hoy, a diferencia de muchos bronces similares, que se fundieron para fabricar armas. La pintura Plaza deAmalienborg, de Vilhelm Hammershøi coloca a la estatua en un papel central y monumental.